# Eupithecia cooptata
Eupithecia cooptata är en fjärilsart som beskrevs av Karl Dietze 1904. Eupithecia cooptata ingår i släktet Eupithecia och familjen mätare. Inga underarter finns listade i Catalogue of Life.

## Bildgalleri

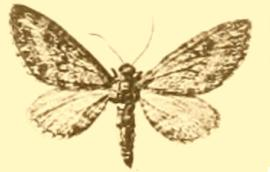
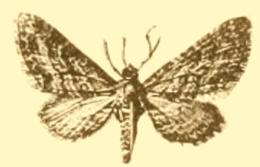